# Primera Federación 2024-25
La temporada 2024-25 de la Primera Federación (denominada Primera Federación Versus e-Learning por motivos de patrocinio) de fútbol corresponde a la cuarta edición de este campeonato que ocupa el tercer nivel en el Sistema de ligas de fútbol de España. Dio comienzo el 24 de agosto de 2024 y terminó el 24 de mayo de 2025. Posteriormente se disputa la promoción de ascenso en junio.
La Cultural y Deportiva Leonesa fue el único equipo en ser líder durante toda la liga.

## Sistema de competición
Participan cuarenta clubes, encuadrados en dos grupos de veinte equipos, según los siguientes criterios de proximidad geográfica:
Se enfrentan en cada grupo todos contra todos en dos ocasiones -una en campo propio y otra en campo contrario- durante un total de 38 jornadas. El orden de los encuentros se decidió por sorteo antes de empezar la competición. La Real Federación Española de Fútbol será la responsable de designar las fechas de los partidos y los árbitros de cada encuentro, reservando al equipo local la potestad de fijar el horario exacto de cada encuentro.
El ganador de un partido obtiene tres puntos, el perdedor cero puntos, y en caso de empate hay un punto para cada equipo.
Al término del campeonato, los campeones de cada grupo, ascienden de forma directa a la Segunda División, aparte de disputar la Final por el título de la categoría y los clasificados entre el segundo y el quinto lugar disputan la promoción de ascenso. Los emparejamientos se realizarán enfrentando al segundo de un grupo con el quinto del otro y el tercero contra el cuarto. Esta promoción tiene formato de eliminación directa a doble partido, con prórroga si es necesario, y en caso de empate se clasifica el que mejor puesto haya obtenido en la liga regular; los duelos entre equipos con el mismo puesto durante la fase regular se decidirán por penaltis. Los dos vencedores de las dos eliminatorias finales, también ascienden a la Segunda División, para la temporada siguiente.
Los cinco últimos equipos clasificados de cada grupo, descienden directamente a la Segunda Federación, para la temporada siguiente.

## Equipos participantes
| Equipo                        | Ciudad                | Estadio                                 | Capacidad | Entrenador             | Capitán            |
| ----------------------------- | --------------------- | --------------------------------------- | --------- | ---------------------- | ------------------ |
| A. D. Alcorcón                | Alcorcón              | Santo Domingo                           | 5 100     | Pablo Álvarez          | Jean-Sylvain Babin |
| C. D. Alcoyano                | Alcoy                 | Estadio El Collao                       | 4 850     | Vicente Parras         |                    |
| Algeciras C. F.               | Algeciras             | Estadio Nuevo Mirador                   | 7 200     | Fran Justo             |                    |
| S. D. Amorebieta              | Amorebieta-Echano     | Campo de fútbol municipal Nuevo Urritxe | 3 250     | Natxo González         |                    |
| F. C. Andorra                 | Andorra la Vieja      | Nacional de Andorra                     | 3 306     | Ferran Costa           | Rubén Bover        |
| Antequera C. F.               | Antequera             | Estadio El Maulí                        | 4 500     | Javier Medina          |                    |
| C. D. Arenteiro               | Carballino            | Estadio de Espiñedo                     | 2 000     | Javi Rey               |                    |
| Atlético de Madrid "B"        | Madrid                | Estadio Cerro del Espino                | 3 865     | Fernando Torres        |                    |
| Atlético Sanluqueño           | Sanlúcar de Barrameda | Estadio El Palmar                       | 5 000     | José Manuel Pérez      |                    |
| Barakaldo C. F.               | Baracaldo             | Estadio de Lasesarre                    | 7 960     | Imanol de la Sota      |                    |
| Barça Atlètic                 | Barcelona             | Estadio Johan Cruyff                    | 6 000     | Rafa Márquez           |                    |
| Betis Deportivo               | Sevilla               | Luis del Sol                            | 1 300     | Arzu                   |                    |
| Bilbao Athletic               | Bilbao                | Instalaciones de Lezama                 | 3 250     | Jokin Aranbarri        |                    |
| R. C. Celta de Vigo "B"       | Vigo                  | Campo municipal de Barreiro             | 1 171     | Fredi Álvarez          |                    |
| A. D. Ceuta F. C.             | Ceuta                 | Estadio municipal Alfonso Murube        | 6 500     | José Juan Romero       |                    |
| Cultural Leonesa              | León                  | Estadio Reino de León                   | 13 451    | Raúl Llona             |                    |
| C. F. Fuenlabrada             | Fuenlabrada           | Estadio Fernando Torres                 | 5 400     | Alfredo Sánchez Benito |                    |
| Gimnàstic de Tarragona        | Tarragona             | Nou Estadi Costa Daurada                | 14 591    | Dani Vidal             | Joan Oriol         |
| Gimnástica Segoviana C. F.    | Segovia               | Estadio municipal de La Albuera         | 2106      | Ramsés Gil             |                    |
| Hércules C. F.                | Alicante              | Estadio José Rico Pérez                 | 29 500    | Rubén Torrecilla       |                    |
| U. D. Ibiza                   | Ibiza                 | Can Misses                              | 6 000     | Paco Jemez             |                    |
| C. F. Intercity               | Alicante              | Estadio Antonio Solana                  | 2 500     | Alejandro Sandroni     |                    |
| C. D. Lugo                    | Lugo                  | Estadio Anxo Carro                      | 7 133     | Lolo Escobar           |                    |
| Marbella F. C.                | Marbella              | La Dama de Noche                        | 600       | Francisco Ruiz Beltrán |                    |
| Mérida A. D.                  | Mérida                | Estadio Romano José Fouto               | 14 600    | Sergi Guilló           |                    |
| C. A. Osasuna Promesas        | Pamplona              | Ciudad deportiva de Tajonar             | 4 000     | Santi Castillejo       |                    |
| Ourense C. F.                 | Orense                | Estadio de O Couto                      | 5 659     | Rubén Domínguez        |                    |
| S. D. Ponferradina            | Ponferrada            | Estadio El Toralín                      | 8 432     | Juanfran García        |                    |
| Real Madrid Castilla          | Madrid                | Estadio Alfredo Di Stéfano              | 6 000     | Raúl González          |                    |
| Real Murcia C. F.             | Murcia                | Estadio Enrique Roca de Murcia          | 31 179    | Francisco Fernández    |                    |
| Real Sociedad "B"             | San Sebastián         | Instalaciones de Zubieta                | 2 500     | Sergio Francisco Ramos |                    |
| R. C. Recreativo de Huelva    | Huelva                | Estadio Nuevo Colombino                 | 21 670    | Abel Gómez             |                    |
| Real Unión de Irún            | Irún                  | Stadium Gal                             | 5 500     | Mikel Llorente         |                    |
| Sestao River Club             | Sestao                | Campo municipal de Las Llanas           | 4 367     | Aitor Calle            |                    |
| Sevilla Atlético              | Sevilla               | Estadio Jesús Navas                     | 8 000     | Jesús Galván           |                    |
| S. D. Tarazona                | Tarazona              | Municipal de Tarazona                   | 2 500     | Juanma Barrero         |                    |
| Unionistas de Salamanca C. F. | Salamanca             | Estadio municipal Reina Sofía           | 4 895     | Dani Llacer            | Carlos de la Nava  |
| Villarreal "B"                | Villarreal            | La Cerámica                             | 23 000    | Miguel Álvarez Jurado  | Pablo Íñiguez      |
| Yeclano Deportivo             | Yecla                 | Estadio La Constitución                 | 4 000     | Adrián Hernández       |                    |
| Zamora C. F.                  | Zamora                | Estadio Ruta de la Plata                | 7 813     | Juan Sabas             |                    |

## Ascensos y descensos
Un total de cuarenta equipos disputan la liga: veintiséis equipos que permanecen de la temporada anterior, cuatro equipos descendidos de la Segunda División de España 2023-24 y diez equipos ascendidos de la Segunda Federación 2023-24. La siguiente tabla muestra los intercambios de plazas previos al comienzo de la temporada actual:
| Pos.     | Ascendidos a 2.ª División    |
| -------- | ---------------------------- |
| 1º (I)   | R. C. Deportivo de La Coruña |
| 1º (II)  | C. D. Castellón              |
| 2º. (II) | Córdoba C. F.                |
| 3º. (II) | Málaga C. F.                 |

| Pos. | Descendidos de 2.ª División |
| ---- | --------------------------- |
| 19.º | S. D. Amorebieta            |
| 20.º | A. D. Alcorcón              |
| 21.º | F. C. Andorra               |
| 22.º | Villarreal C. F. "B"        |

| Descendidos a 2.ª Federación | Descendidos a 2.ª Federación | Descendidos a 2.ª Federación | Descendidos a 2.ª Federación |
| Pos.                         | Equipo                       | Pos.                         | Equipo                       |
| ---------------------------- | ---------------------------- | ---------------------------- | ---------------------------- |
| 16º. (I)                     | CE Sabadell                  | 16.º (II)                    | San Fernando CDI             |
| 17º. (I)                     | C. D. Teruel                 | 17.º (II)                    | Linares Deportivo            |
| 18.º (I)                     | U. E. Cornellà               | 18.º (II)                    | U. D. Melilla                |
| 19.º (I)                     | S. D. Logroñés               | 19.º (II)                    | C. D. Atlético Baleares      |
| 20.º (I)                     | C. F. Rayo Majadahonda       | 20.º (II)                    | Recreativo Granada           |

| Ascendidos de 2.ª Federación | Ascendidos de 2.ª Federación | Ascendidos de 2.ª Federación | Ascendidos de 2.ª Federación |
| Pos.                         | Equipo                       | Pos.                         | Equipo                       |
| ---------------------------- | ---------------------------- | ---------------------------- | ---------------------------- |
| 1.º (I)                      | Ourense C. F.                | 2.º (II)                     | Barakaldo C. F.              |
| 1.º (II)                     | Bilbao Athletic              | 2.º (IV)                     | Yeclano Deportivo            |
| 1.º (III)                    | Hércules C. F.               | 3.º (I)                      | Zamora C. F.                 |
| 1.º (IV)                     | Sevilla Atlético             | 3.º (IV)                     | Marbella F. C.               |
| 1.º (V)                      | Gimnástica Segoviana C. F.   | 4.º (IV)                     | Betis Deportivo              |

## Grupos

### Grupo I
| N.º | Com. autónoma   | Equipos                                                                                                   |
| --- | --------------- | --- |
| 6   | País Vasco      | S. D. Amorebieta Barakaldo C. F. Bilbao Athletic Real Unión de Irún Real Sociedad "B" Sestao River Club   |
| 5   | Castilla y León | Cultural Leonesa Gimnástica Segoviana C. F. S. D. Ponferradina Unionistas de Salamanca C. F. Zamora C. F. |
| 4   | Galicia         | C. D. Arenteiro R. C. Celta Fortuna C. D. Lugo Ourense C. F.                                              |
| 2   | Cataluña        | Barça Atlètic Gimnàstic de Tarragona                                                                      |
| 1   | Andorra         | F. C. Andorra                                                                                             |
| 1   | Aragón          | S. D. Tarazona                                                                                            |
| 1   | Navarra         | C. A. Osasuna Promesas                                                                                    |

#### Clasificación
| Pos. | Equipo                              | Pts. | PJ | G  | E  | P  | GF | GC | Dif. | Clasificación 2024-25                                  |
| ---- | ----------------------------------- | ---- | -- | -- | -- | -- | -- | -- | ---- | ------------------------------------------------------ |
| 1    | Cultural y Deportiva Leonesa (A, C) | 65   | 38 | 18 | 11 | 9  | 55 | 43 | +12  | Ascenso a Segunda División y Copa del Rey              |
| 2    | S. D. Ponferradina                  | 65   | 38 | 19 | 8  | 11 | 59 | 41 | +18  | Promoción de ascenso a Segunda División y Copa del Rey |
| 3    | Real Sociedad "B" (A)               | 62   | 38 | 17 | 11 | 10 | 51 | 33 | +18  | Promoción de ascenso a Segunda División                |
| 4    | F. C. Andorra (A)                   | 60   | 38 | 16 | 12 | 10 | 49 | 38 | +11  | Promoción de ascenso a Segunda División y Copa del Rey |
| 5    | Gimnástic de Tarragona              | 59   | 38 | 16 | 11 | 11 | 59 | 43 | +16  | Promoción de ascenso a Segunda División y Copa del Rey |
| 6    | S. D. Tarazona                      | 54   | 38 | 14 | 12 | 12 | 41 | 34 | +7   | Clasificado a Copa del Rey                             |
| 7    | Bilbao Athletic                     | 54   | 38 | 15 | 9  | 14 | 49 | 45 | +4   |                                                        |
| 8    | R. C. Celta Fortuna                 | 53   | 38 | 15 | 8  | 15 | 54 | 50 | +4   |                                                        |
| 9    | Zamora C. F.                        | 53   | 38 | 14 | 11 | 13 | 44 | 35 | +9   |                                                        |
| 10   | Ourense C. F.                       | 51   | 38 | 13 | 12 | 13 | 35 | 44 | −9   |                                                        |
| 11   | Barakaldo C. F.                     | 49   | 38 | 13 | 10 | 15 | 49 | 44 | +5   |                                                        |
| 12   | C. D. Arenteiro                     | 48   | 38 | 12 | 12 | 14 | 40 | 42 | −2   |                                                        |
| 13   | C. D. Lugo                          | 46   | 38 | 12 | 10 | 16 | 35 | 47 | −12  |                                                        |
| 14   | C. A. Osasuna Promesas              | 46   | 38 | 12 | 10 | 16 | 47 | 59 | −12  |                                                        |
| 15   | Unionistas de Salamanca C. F.       | 46   | 38 | 10 | 16 | 12 | 42 | 46 | −4   |                                                        |
| 16   | Barça Atlétic (D)                   | 45   | 38 | 10 | 15 | 13 | 53 | 57 | −4   | Descenso a Segunda Federación                          |
| 17   | Sestao River Club (D)               | 45   | 38 | 11 | 12 | 15 | 40 | 45 | −5   | Descenso a Segunda Federación                          |
| 18   | Real Unión de Irún (D)              | 44   | 38 | 12 | 8  | 18 | 43 | 58 | −15  | Descenso a Segunda Federación                          |
| 19   | Gimnástica Segoviana C. F. (D)      | 42   | 38 | 9  | 15 | 14 | 43 | 69 | −26  | Descenso a Segunda Federación                          |
| 20   | S. D. Amorebieta (D)                | 41   | 38 | 10 | 11 | 17 | 42 | 57 | −15  | Descenso a Segunda Federación                          |

Actualizado a los partidos jugados el 24 de mayo de 2025.
 Fuente: BeSoccer

#### Evolución de la clasificación
| Jornada         | 1  | 2  | 3  | 4  | 5   | 6   | 7  | 8   | 9   | 10  | 11  | 12  | 13  | 14  | 15 | 16 | 17 | 18 | 19 | 20 | 21  | 22  | 23  | 24  | 25  | 26  | 27  | 28  | 29 | 30 | 31 | 32 | 33 | 34 | 35 | 36 | 37 | 38 |
| Equipo          |    |    |    |    |     |     |    |     |     |     |     |     |     |     |    |    |    |    |    |    |     |     |     |     |     |     |     |     |    |    |    |    |    |    |    |    |    |    |
| --------------- | -- | -- | -- | -- | --- | --- | -- | --- | --- | --- | --- | --- | --- | --- | -- | -- | -- | -- | -- | -- | --- | --- | --- | --- | --- | --- | --- | --- | -- | -- | -- | -- | -- | -- | -- | -- | -- | -- |
| Cultural        | 1  | 1  | 1  | 1  | 1   | 1   | 1  | 1   | 1   | 1   | 1   | 1   | 1   | 1   | 1  | 1  | 1  | 1  | 1  | 1  | 1   | 1   | 1   | 1   | 1   | 1   | 1   | 1   | 1  | 1  | 1  | 1  | 1  | 1  | 1  | 1  | 1  | 1  |
| Ponferradina    | 17 | 15 | 12 | 10 | 14  | 9   | 7  | 7   | 7   | 10  | 11  | 13  | 8   | 7   | 8  | 6  | 4  | 3  | 5  | 2  | 2   | 2   | 3   | 3   | 3   | 3   | 2   | 2   | 2  | 3  | 2  | 2  | 2  | 2  | 2  | 2  | 2  | 2  |
| R. Sociedad "B" | 6  | 4  | 3  | 7  | 3   | 7   | 4  | 5*  | 3*  | 3*  | 4*  | 5   | 2   | 2   | 3  | 2  | 2  | 2  | 3  | 4  | 3   | 4   | 2   | 2   | 2   | 2   | 3   | 4   | 4  | 4  | 4  | 4  | 4  | 4  | 4  | 4  | 3  | 3  |
| FC Andorra      | 16 | 9  | 4  | 6  | 2   | 5   | 3  | 3   | 5   | 5   | 5   | 3   | 4   | 6   | 6  | 4  | 8  | 5  | 8  | 10 | 10  | 10  | 7   | 7   | 6   | 8   | 6   | 6   | 5  | 7  | 5  | 5  | 5  | 5  | 3  | 3  | 4  | 4  |
| Gimnástic       | 10 | 10 | 7  | 4  | 8   | 4   | 5  | 9   | 6   | 7   | 9*  | 6*  | 6*  | 5*  | 2  | 5  | 3  | 6  | 4  | 6  | 5   | 3   | 4   | 4   | 7   | 6   | 5   | 3   | 3  | 2  | 3  | 3  | 3  | 3  | 5  | 5  | 5  | 5  |
| Tarazona        | 2  | 2  | 6  | 8  | 12* | 13* | 13 | 10  | 14  | 8   | 12  | 14  | 14  | 14  | 13 | 14 | 14 | 14 | 13 | 12 | 11  | 8   | 12  | 13  | 13  | 11  | 11  | 11  | 11 | 12 | 13 | 11 | 11 | 9  | 12 | 10 | 8  | 6  |
| Bilbao Ath.     | 3  | 8  | 10 | 15 | 17  | 19  | 14 | 16  | 13  | 17  | 17  | 18  | 18  | 17  | 16 | 17 | 17 | 18 | 19 | 18 | 13  | 13  | 9   | 8   | 8   | 7   | 9   | 10  | 10 | 10 | 9  | 9  | 6  | 6  | 6  | 7  | 9  | 7  |
| Celta Fortuna   | 8  | 12 | 15 | 18 | 18  | 14  | 17 | 13  | 17  | 11  | 16* | 12* | 13* | 12* | 10 | 10 | 7  | 9  | 7  | 9  | 9*  | 12* | 13* | 12* | 12* | 13* | 15* | 15* | 14 | 14 | 10 | 8  | 8  | 8  | 7  | 8  | 6  | 8  |
| Zamora          | 19 | 20 | 17 | 20 | 20  | 18  | 18 | 15  | 11  | 15  | 14  | 11  | 12  | 9   | 12 | 11 | 13 | 11 | 9  | 7  | 7   | 9   | 10  | 9   | 9   | 9   | 10  | 7   | 7  | 5  | 8  | 10 | 7  | 7  | 9  | 6  | 7  | 9  |
| Ourense CF      | 11 | 16 | 20 | 19 | 19  | 20  | 20 | 20  | 20  | 19  | 19  | 20  | 20  | 19  | 18 | 18 | 18 | 19 | 17 | 19 | 19  | 18  | 14  | 16  | 15  | 12  | 13  | 12  | 13 | 8  | 7  | 6  | 9  | 10 | 8  | 9  | 10 | 10 |
| Barakaldo       | 7  | 13 | 9  | 9  | 6   | 2   | 2  | 2   | 4   | 4   | 3   | 4   | 5   | 4   | 5  | 3  | 5  | 4  | 2  | 3  | 4*  | 5*  | 5*  | 5*  | 4   | 4   | 4   | 5   | 6  | 6  | 6  | 7  | 10 | 11 | 10 | 11 | 11 | 11 |
| Arenteiro       | 15 | 19 | 18 | 16 | 11  | 6   | 8  | 4   | 2   | 2   | 2   | 2   | 3   | 3   | 4  | 7  | 6  | 8  | 6  | 5  | 6*  | 6*  | 6*  | 6*  | 5   | 5   | 7   | 8   | 8  | 9  | 11 | 12 | 12 | 12 | 11 | 12 | 12 | 12 |
| Lugo            | 20 | 18 | 14 | 13 | 16  | 15  | 15 | 17  | 15  | 9   | 6   | 7   | 9   | 10  | 7  | 8  | 10 | 12 | 15 | 15 | 18* | 14* | 15* | 14* | 14* | 15* | 17* | 16* | 12 | 13 | 14 | 16 | 13 | 13 | 14 | 16 | 13 | 13 |
| Osasuna Pr.     | 5  | 3  | 5  | 2  | 4   | 8   | 12 | 8   | 10  | 14  | 10  | 10  | 7   | 8   | 11 | 13 | 15 | 16 | 16 | 16 | 16  | 19  | 19  | 15  | 16  | 16  | 14  | 14  | 16 | 16 | 15 | 13 | 14 | 16 | 17 | 14 | 16 | 14 |
| Unionistas      | 14 | 6  | 11 | 5  | 7   | 11  | 10 | 11  | 12  | 12  | 8   | 9   | 10  | 11  | 9  | 9  | 9  | 7  | 10 | 8  | 8   | 7   | 11  | 10  | 10  | 10  | 8   | 9   | 9  | 11 | 12 | 14 | 15 | 15 | 15 | 13 | 14 | 15 |
| Barça Atl.      | 9  | 14 | 8  | 14 | 10  | 10  | 9  | 12* | 16* | 16* | 15* | 15  | 16  | 16  | 15 | 16 | 12 | 13 | 12 | 13 | 15  | 16  | 17  | 18  | 19  | 20  | 20  | 20  | 20 | 19 | 19 | 19 | 18 | 18 | 18 | 19 | 18 | 16 |
| Sestao          | 13 | 11 | 16 | 11 | 15  | 16  | 16 | 18  | 18  | 18  | 18  | 17  | 17  | 18  | 20 | 19 | 19 | 15 | 14 | 14 | 17  | 17  | 18  | 19  | 17  | 17  | 16  | 17  | 17 | 17 | 17 | 17 | 17 | 14 | 16 | 17 | 15 | 17 |
| Real Unión      | 12 | 5  | 2  | 3  | 5*  | 3*  | 6  | 6   | 8   | 6   | 7   | 8   | 11  | 13  | 17 | 12 | 16 | 17 | 18 | 17 | 12  | 11  | 8   | 11  | 11  | 14  | 12  | 13  | 15 | 15 | 16 | 15 | 16 | 17 | 13 | 15 | 17 | 18 |
| Gim. Segoviana  | 4  | 7  | 13 | 12 | 9   | 12  | 11 | 14  | 9   | 13  | 13  | 16  | 15  | 15  | 14 | 15 | 11 | 10 | 11 | 11 | 14  | 15  | 16  | 17  | 18  | 19  | 18  | 18  | 18 | 18 | 18 | 18 | 19 | 19 | 19 | 18 | 19 | 19 |
| Amorebieta      | 18 | 17 | 19 | 17 | 13  | 17  | 19 | 19  | 19  | 20  | 20  | 19  | 19  | 20  | 19 | 20 | 20 | 20 | 20 | 20 | 20  | 20  | 20  | 20  | 20  | 18  | 19  | 19  | 19 | 20 | 20 | 20 | 20 | 20 | 20 | 20 | 20 | 20 |

(*) Con partido(s) pendiente(s).

#### Resultados
| Local \ Visitante             | AMO | AND | ARE | BAK | BAR | BIL | CEL | CDL | GIM | GSE | LUG | OSA | OUR | PON | REA | RSB | SES | TAR | UNI | ZAM |
| ----------------------------- | --- | --- | --- | --- | --- | --- | --- | --- | --- | --- | --- | --- | --- | --- | --- | --- | --- | --- | --- | --- |
| S. D. Amorebieta              | —   | 1–1 | 3–0 | 2–2 | 2–1 | 0–2 | 4–3 | 1–1 | 0–1 | 0–1 | 1–0 | 1–1 | 2–0 | 3–1 | 1–0 | 0–1 | 2–0 | 2–2 | 3–3 | 0–2 |
| F. C. Andorra                 | 2–0 | —   | 1–1 | 1–0 | 2–1 | 0–2 | 2–0 | 1–1 | 1–0 | 5–1 | 2–0 | 7–2 | 0–0 | 1–1 | 2–0 | 1–1 | 1–2 | 1–0 | 1–1 | 2–1 |
| C. D. Arenteiro               | 1–1 | 3–0 | —   | 1–1 | 1–2 | 1–0 | 1–2 | 0–1 | 4–0 | 2–0 | 2–1 | 1–1 | 1–1 | 0–1 | 3–0 | 1–1 | 2–2 | 2–1 | 0–0 | 1–1 |
| Barakaldo C. F.               | 2–0 | 2–3 | 2–0 | —   | 1–2 | 0–0 | 0–1 | 3–0 | 2–1 | 2–0 | 3–2 | 2–1 | 1–1 | 0–1 | 0–2 | 0–1 | 2–3 | 3–0 | 3–1 | 0–3 |
| Barça Atlétic                 | 0–2 | 1–3 | 2–3 | 2–2 | —   | 2–2 | 2–2 | 2–0 | 0–2 | 2–2 | 1–1 | 0–2 | 3–0 | 0–3 | 1–1 | 1–1 | 2–0 | 1–1 | 2–1 | 1–0 |
| Bilbao Athletic               | 2–1 | 1–0 | 1–0 | 0–2 | 2–2 | —   | 0–1 | 2–0 | 1–3 | 1–2 | 2–2 | 0–1 | 0–2 | 0–0 | 4–2 | 2–1 | 2–0 | 1–1 | 0–1 | 3–3 |
| R. C. Celta Fortuna           | 3–1 | 3–0 | 0–0 | 2–2 | 3–1 | 2–1 | —   | 1–3 | 0–1 | 4–1 | 1–2 | 3–0 | 1–0 | 1–1 | 2–1 | 2–1 | 1–1 | 1–1 | 0–0 | 2–0 |
| Cultural y Deportiva Leonesa  | 2–1 | 1–1 | 1–0 | 2–1 | 1–1 | 1–3 | 2–0 | —   | 2–1 | 2–3 | 2–0 | 1–0 | 3–0 | 2–0 | 1–1 | 1–1 | 1–2 | 2–1 | 4–3 | 1–1 |
| Gimnástic de Tarragona        | 1–1 | 1–1 | 2–0 | 1–0 | 3–2 | 0–2 | 2–1 | 2–3 | —   | 5–0 | 2–2 | 2–0 | 1–1 | 5–1 | 4–1 | 2–1 | 1–1 | 1–0 | 4–0 | 1–0 |
| Gimnástica Segoviana C. F.    | 1–1 | 3–2 | 1–2 | 1–1 | 2–2 | 2–1 | 1–3 | 1–1 | 2–2 | —   | 1–0 | 2–4 | 0–2 | 2–2 | 3–0 | 0–0 | 0–0 | 0–1 | 1–1 | 1–1 |
| C. D. Lugo                    | 0–0 | 0–0 | 1–1 | 0–0 | 0–4 | 1–0 | 1–0 | 1–4 | 2–2 | 0–1 | —   | 3–1 | 0–2 | 0–1 | 3–1 | 1–0 | 2–1 | 1–2 | 2–1 | 2–0 |
| C. A. Osasuna Promesas        | 3–0 | 0–1 | 3–0 | 2–1 | 1–2 | 1–1 | 3–1 | 1–1 | 1–1 | 3–2 | 0–1 | —   | 1–1 | 0–3 | 1–2 | 1–1 | 1–5 | 0–3 | 0–0 | 1–0 |
| Ourense C. F.                 | 0–3 | 0–0 | 0–1 | 1–3 | 1–1 | 1–2 | 1–0 | 1–0 | 2–1 | 0–0 | 2–1 | 0–1 | —   | 2–1 | 1–0 | 1–0 | 0–0 | 3–2 | 2–2 | 1–0 |
| S. D. Ponferradina            | 5–2 | 1–0 | 1–2 | 0–1 | 1–1 | 2–0 | 2–1 | 2–1 | 2–0 | 4–0 | 0–1 | 3–2 | 2–0 | —   | 3–1 | 0–1 | 1–2 | 2–0 | 1–0 | 2–2 |
| Real Unión de Irún            | 1–1 | 0–0 | 1–0 | 1–1 | 1–3 | 3–1 | 3–2 | 0–1 | 1–0 | 5–0 | 3–0 | 1–1 | 0–1 | 2–2 | —   | 0–1 | 2–1 | 1–0 | 3–2 | 1–2 |
| Real Sociedad "B"             | 2–0 | 2–1 | 0–1 | 2–2 | 3–0 | 1–2 | 2–0 | 2–2 | 1–1 | 4–1 | 1–0 | 3–1 | 2–1 | 3–2 | 5–0 | —   | 0–1 | 3–2 | 1–0 | 0–1 |
| Sestao River Club             | 1–0 | 0–1 | 2–1 | 0–1 | 2–2 | 0–1 | 2–0 | 1–1 | 3–2 | 1–2 | 0–1 | 1–2 | 2–2 | 0–2 | 0–1 | 0–0 | —   | 0–2 | 1–1 | 1–1 |
| S. D. Tarazona                | 3–0 | 0–1 | 2–1 | 1–0 | 0–0 | 1–1 | 2–3 | 1–0 | 0–0 | 2–2 | 0–0 | 1–1 | 4–0 | 1–0 | 0–0 | 0–1 | 1–0 | —   | 1–0 | 1–0 |
| Unionistas de Salamanca C. F. | 1–0 | 3–1 | 0–0 | 1–0 | 2–1 | 3–2 | 2–1 | 1–2 | 1–0 | 0–0 | 1–1 | 1–3 | 2–1 | 1–1 | 4–1 | 1–1 | 0–0 | 0–0 | —   | 1–1 |
| Zamora C. F.                  | 5–0 | 2–0 | 3–0 | 2–1 | 1–0 | 0–2 | 1–1 | 0–1 | 1–1 | 1–1 | 2–0 | 1–0 | 1–1 | 1–2 | 1–0 | 1–0 | 1–2 | 0–1 | 1–0 | —   |

#### Máximos goleadores
| Pos. | Jugador          | Equipo           | Goles | Partidos | Prom. |
| ---- | ---------------- | ---------------- | ----- | -------- | ----- |
| 1.º  | Adrián Fuentes   | S. D. Tarazona   | 16    | 35       | 0.46  |
| 2.º  | Manu Justo       | Cultural Leonesa | 13    | 34       | 0.38  |
| 3.º  | Javier Carbonell | Ourense C. F.    | 13    | 36       | 0.36  |
| 4.º  | Manu Nieto       | F. C. Andorra    | 13    | 36       | 0.36  |
| 5.º  | Marcos Baselga   | C. D. Arenteiro  | 12    | 28       | 0.43  |

#### Cambios de entrenadores
| Equipo                        | Entrenador (Jornadas)          | Fecha de vacante       | Tipo de salida | Posición en la tabla | Entrenador entrante   | Fecha de nombramiento  |
| ----------------------------- | ------------------------------ | ---------------------- | -------------- | -------------------- | --------------------- | ---------------------- |
| Ourense C. F.                 | Rubén Domínguez (1 - 9)        | 22 de octubre de 2024  | Dimisión       | 20.º                 | Pablo López Vidal     | 5 de noviembre de 2024 |
| S. D. Amorebieta              | Julen Guerrero (1 - 10)        | 29 de octubre de 2024  | Destituido     | 20.º                 | Natxo González        | 6 de noviembre de 2024 |
| Real Unión de Irún            | Mikel Llorente (1 - 15)        | 3 de diciembre de 2024 | Destituido     | 17.º                 | Albert Carbó Benavent | 4 de diciembre de 2024 |
| C. D. Lugo                    | Lolo Escobar (1 - 20)          | 20 de enero de 2025    | Destituido     | 15.º                 | Toni Seligrat         | 22 de enero de 2025    |
| F. C. Andorra                 | Ferran Costa (1 - 20)          | 20 de enero de 2025    | Destituido     | 10.º                 | Beto Company INT      | 20 de enero de 2025    |
| Barça Atlétic                 | Albert Sánchez (1 - 25)        | 25 de febrero de 2025  | Destituido     | 19.º                 | Sergi Milà            | 25 de febrero de 2025  |
| Sestao River Club             | Ángel Viadero (1 - 27)         | 4 de marzo de 2025     | Destituido     | 16.º                 | Igor Oca              | 7 de marzo de 2025     |
| Unionistas de Salamanca C. F. | Dani Llácer (1 – 31)           | 6 de abril de 2025     | Destituido     | 12.º                 | José Luis Acciari     | 11 de abril de 2025    |
| Club Gimnàstic de Tarragona   | Daniel Vidal González (1 – 36) | 11 de mayo de 2025     | Destituido     | 5 .º                 | Luis César Sampedro   | 11 de mayo de 2025     |

### Grupo II
| N.º | Com. autónoma        | Equipos |
| --- | -------------------- | --- |
| 7   | Andalucía            | Algeciras C. F. Antequera C. F. Atlético Sanluqueño Betis Deportivo Marbella F. C. Recreativo de Huelva Sevilla Atlético |
| 4   | Comunidad Valenciana | C. D. Alcoyano Hércules C. F. C. F. Intercity Villarreal C. F. "B"                                                       |
| 4   | Comunidad de Madrid  | A. D. Alcorcón Atlético de Madrid "B" C. F. Fuenlabrada Real Madrid Castilla                                             |
| 2   | Región de Murcia     | Real Murcia C. F. Yeclano Deportivo                                                                                      |
| 1   | Extremadura          | A. D. Mérida |
| 1   | Ceuta                | A. D. Ceuta F. C. |
| 1   | Islas Baleares       | U. D. Ibiza |

#### Clasificación
| Pos. | Equipo                   | Pts. | PJ | G  | E  | P  | GF | GC | Dif. | Clasificación 2024-25                                  |
| ---- | ------------------------ | ---- | -- | -- | -- | -- | -- | -- | ---- | ------------------------------------------------------ |
| 1    | A. D. Ceuta F. C. (A, C) | 67   | 38 | 17 | 16 | 5  | 46 | 35 | +11  | Campeón, Ascenso a Segunda División y Copa del Rey     |
| 2    | Real Murcia C. F.        | 64   | 38 | 18 | 10 | 10 | 47 | 31 | +16  | Promoción de ascenso a Segunda División y Copa del Rey |
| 3    | U. D. Ibiza              | 63   | 38 | 18 | 9  | 11 | 51 | 33 | +18  | Promoción de ascenso a Segunda División y Copa del Rey |
| 4    | A. D. Mérida             | 58   | 38 | 15 | 13 | 10 | 52 | 52 | 0    | Promoción de ascenso a Segunda División y Copa del Rey |
| 5    | Antequera C. F.          | 58   | 38 | 14 | 16 | 8  | 54 | 49 | +5   | Promoción de ascenso a Segunda División y Copa del Rey |
| 6    | Real Madrid Castilla     | 54   | 38 | 12 | 18 | 8  | 58 | 36 | +22  |                                                        |
| 7    | Atlético de Madrid "B"   | 54   | 38 | 13 | 15 | 10 | 42 | 35 | +7   |                                                        |
| 8    | Sevilla Atlético         | 53   | 38 | 14 | 11 | 13 | 40 | 43 | −3   |                                                        |
| 9    | Algeciras C. F.          | 52   | 38 | 12 | 16 | 10 | 46 | 46 | 0    |                                                        |
| 10   | A. D. Alcorcón           | 51   | 38 | 14 | 9  | 15 | 52 | 51 | +1   |                                                        |
| 11   | Villarreal C. F. "B"     | 49   | 38 | 11 | 16 | 11 | 51 | 41 | +10  |                                                        |
| 12   | Hércules C. F.           | 47   | 38 | 13 | 8  | 17 | 48 | 49 | −1   |                                                        |
| 13   | Betis Deportivo          | 46   | 38 | 11 | 13 | 14 | 44 | 59 | −15  |                                                        |
| 14   | Atlético Sanluqueño      | 46   | 38 | 10 | 16 | 12 | 41 | 51 | −10  |                                                        |
| 15   | Marbella F. C.           | 46   | 38 | 12 | 10 | 16 | 51 | 58 | −7   |                                                        |
| 16   | C. F. Fuenlabrada (D)    | 43   | 38 | 10 | 13 | 15 | 43 | 48 | −5   | Descenso a Segunda Federación                          |
| 17   | Yeclano Deportivo (D)    | 43   | 38 | 9  | 16 | 13 | 36 | 34 | +2   | Descenso a Segunda Federación                          |
| 18   | C. D. Alcoyano (D)       | 42   | 38 | 10 | 12 | 16 | 32 | 47 | −15  | Descenso a Segunda Federación                          |
| 19   | Recreativo de Huelva (D) | 37   | 38 | 7  | 16 | 15 | 32 | 52 | −20  | Descenso a Segunda Federación                          |
| 20   | C. F. Intercity (D)      | 35   | 38 | 8  | 11 | 19 | 37 | 53 | −16  | Descenso a Segunda Federación                          |

Actualizado a los partidos jugados el 24 de mayo de 2025.
 Fuente: BeSoccer

#### Evolución de la clasificación
| Jornada        | 1  | 2   | 3   | 4  | 5  | 6  | 7   | 8   | 9  | 10 | 11  | 12  | 13  | 14  | 15 | 16 | 17 | 18 | 19 | 20 | 21 | 22 | 23 | 24 | 25 | 26 | 27 | 28 | 29 | 30 | 31 | 32 | 33 | 34 | 35 | 36 | 37 | 38 |
| Equipo         |    |     |     |    |    |    |     |     |    |    |     |     |     |     |    |    |    |    |    |    |    |    |    |    |    |    |    |    |    |    |    |    |    |    |    |    |    |    |
| -------------- | -- | --- | --- | -- | -- | -- | --- | --- | -- | -- | --- | --- | --- | --- | -- | -- | -- | -- | -- | -- | -- | -- | -- | -- | -- | -- | -- | -- | -- | -- | -- | -- | -- | -- | -- | -- | -- | -- |
| Ceuta          | 19 | 9   | 4   | 5  | 7  | 2  | 3   | 8   | 10 | 11 | 7   | 5   | 9   | 11  | 11 | 6  | 8  | 5  | 6  | 4  | 5  | 3  | 3  | 4  | 4  | 2  | 2  | 3  | 2  | 1  | 1  | 1  | 1  | 1  | 1  | 1  | 1  | 1  |
| Murcia         | 3  | 7   | 3   | 1  | 2  | 6  | 1   | 1   | 1  | 1  | 2   | 3   | 3   | 3   | 3  | 2  | 2  | 3  | 2  | 2  | 2  | 2  | 2  | 2  | 1  | 4  | 4  | 4  | 4  | 2  | 2  | 2  | 2  | 2  | 2  | 2  | 2  | 2  |
| Ibiza          | 11 | 4   | 2   | 2  | 5  | 1  | 2   | 5   | 2  | 6  | 6   | 8   | 5   | 4   | 6  | 7  | 12 | 9  | 8  | 11 | 7  | 5  | 4  | 3  | 3  | 1  | 1  | 1  | 1  | 3  | 4  | 4  | 4  | 3  | 3  | 3  | 3  | 3  |
| Mérida         | 6  | 1   | 1   | 4  | 1  | 4  | 4   | 7   | 8  | 8  | 8   | 6   | 11  | 7   | 12 | 8  | 9  | 6  | 9  | 5  | 8  | 6  | 5  | 6  | 9  | 8  | 6  | 9  | 7  | 5  | 5  | 5  | 5  | 4  | 5  | 5  | 5  | 4  |
| Antequera      | 14 | 15* | 8*  | 3* | 3* | 5* | 10* | 10* | 5  | 2  | 3   | 2   | 2   | 1   | 1  | 1  | 1  | 1  | 1  | 1  | 1  | 1  | 1  | 1  | 2  | 3  | 3  | 2  | 3  | 4  | 3  | 3  | 3  | 5  | 4  | 4  | 4  | 5  |
| RM Castilla    | 18 | 20  | 20  | 19 | 19 | 16 | 18  | 15  | 18 | 19 | 19  | 15  | 17  | 18  | 16 | 18 | 16 | 16 | 14 | 12 | 11 | 9  | 7  | 8  | 6  | 5  | 7  | 7  | 8  | 9  | 9  | 9  | 8  | 9  | 8  | 8  | 6  | 6  |
| Atleti "B"     | 17 | 17  | 19  | 14 | 15 | 10 | 12  | 13  | 12 | 10 | 10  | 7   | 4   | 8   | 5  | 4  | 4  | 4  | 5  | 8  | 6  | 8  | 6  | 9  | 7  | 6  | 5  | 5  | 6  | 8  | 6  | 7  | 6  | 6  | 6  | 7  | 7  | 7  |
| Sevilla At.    | 16 | 16  | 7   | 7  | 9  | 12 | 7   | 12  | 9  | 9  | 11* | 13* | 14* | 15* | 18 | 19 | 18 | 17 | 15 | 19 | 13 | 11 | 10 | 7  | 5  | 7  | 9  | 6  | 5  | 6  | 7  | 6  | 7  | 7  | 7  | 6  | 8  | 8  |
| Algeciras      | 10 | 14  | 15  | 20 | 17 | 18 | 16  | 16  | 14 | 12 | 12  | 12  | 13  | 14  | 14 | 13 | 7  | 11 | 11 | 7  | 9  | 10 | 14 | 13 | 16 | 17 | 18 | 16 | 14 | 13 | 11 | 10 | 11 | 10 | 11 | 9  | 9  | 9  |
| Alcorcón       | 8  | 2   | 5   | 8  | 13 | 14 | 17  | 19  | 16 | 17 | 16  | 20  | 16  | 17  | 15 | 16 | 14 | 15 | 17 | 14 | 17 | 16 | 16 | 16 | 17 | 18 | 14 | 14 | 12 | 12 | 10 | 11 | 9  | 12 | 9  | 10 | 10 | 10 |
| Villarreal "B" | 12 | 12  | 12  | 18 | 12 | 13 | 13  | 14  | 17 | 18 | 18* | 16* | 6   | 6   | 4  | 5  | 5  | 10 | 10 | 9  | 10 | 13 | 13 | 11 | 11 | 12 | 11 | 11 | 11 | 11 | 13 | 13 | 13 | 13 | 13 | 13 | 13 | 11 |
| Hércules       | 2  | 8   | 11  | 12 | 4  | 9  | 5   | 2   | 4  | 7  | 9*  | 11* | 15* | 9   | 8  | 11 | 6  | 8  | 4  | 6  | 3  | 4  | 8  | 5  | 8  | 9  | 8  | 8  | 9  | 7  | 8  | 8  | 10 | 8  | 10 | 11 | 11 | 12 |
| Betis Dep.     | 20 | 19  | 10  | 11 | 11 | 7  | 9   | 6   | 7  | 4  | 1   | 1   | 1   | 2   | 2  | 3  | 3  | 2  | 3  | 3  | 4  | 7  | 9  | 10 | 10 | 10 | 10 | 10 | 10 | 10 | 12 | 12 | 12 | 11 | 12 | 12 | 12 | 13 |
| Sanluqueño     | 4  | 10  | 14  | 16 | 18 | 19 | 19  | 18  | 15 | 16 | 14  | 18  | 19  | 19  | 19 | 17 | 19 | 19 | 18 | 16 | 14 | 18 | 19 | 17 | 18 | 19 | 19 | 19 | 18 | 16 | 18 | 17 | 17 | 17 | 17 | 16 | 15 | 14 |
| Marbella       | 5  | 6*  | 13* | 6* | 8* | 3* | 8*  | 4*  | 6  | 3  | 4*  | 4*  | 8*  | 10  | 13 | 15 | 15 | 12 | 12 | 15 | 18 | 17 | 18 | 19 | 15 | 15 | 16 | 18 | 19 | 18 | 17 | 15 | 16 | 15 | 15 | 14 | 16 | 15 |
| Fuenlabrada    | 15 | 18  | 16  | 10 | 10 | 17 | 15  | 17  | 19 | 15 | 17  | 14  | 12  | 13  | 10 | 10 | 11 | 13 | 13 | 17 | 16 | 15 | 11 | 12 | 12 | 13 | 12 | 12 | 13 | 14 | 14 | 14 | 14 | 14 | 14 | 18 | 18 | 16 |
| Yeclano        | 13 | 5   | 9   | 15 | 16 | 8  | 11  | 11  | 11 | 13 | 13  | 10  | 7   | 5   | 7  | 9  | 10 | 7  | 7  | 10 | 12 | 14 | 15 | 15 | 14 | 11 | 13 | 13 | 16 | 15 | 16 | 16 | 15 | 16 | 16 | 15 | 14 | 17 |
| Alcoyano       | 9  | 13  | 18  | 13 | 6  | 11 | 6   | 3   | 3  | 5  | 5*  | 9*  | 10  | 12  | 9  | 12 | 13 | 14 | 16 | 13 | 15 | 12 | 12 | 14 | 13 | 14 | 15 | 17 | 15 | 17 | 19 | 19 | 19 | 19 | 18 | 17 | 17 | 18 |
| Recreativo     | 7  | 11  | 17  | 17 | 20 | 20 | 20  | 20  | 20 | 20 | 20  | 17  | 18  | 16  | 17 | 14 | 17 | 18 | 19 | 18 | 19 | 19 | 17 | 18 | 19 | 16 | 17 | 15 | 17 | 19 | 15 | 18 | 18 | 18 | 19 | 19 | 19 | 19 |
| Intercity      | 1  | 3   | 6   | 9  | 14 | 15 | 14  | 9   | 13 | 14 | 15* | 19* | 20* | 20* | 20 | 20 | 20 | 20 | 20 | 20 | 20 | 20 | 20 | 20 | 20 | 20 | 20 | 20 | 20 | 20 | 20 | 20 | 20 | 20 | 20 | 20 | 20 | 20 |

(*) Con partido(s) pendiente(s).

#### Resultados
| Local \ Visitante      | ALR | ALY | ALG | ANT | ATM | SAN | BET | CEU | FUE | HER | IBI | INT | MAR | MER | RMU | RMC | RHU | SEV | VIL | YEC |
| ---------------------- | --- | --- | --- | --- | --- | --- | --- | --- | --- | --- | --- | --- | --- | --- | --- | --- | --- | --- | --- | --- |
| A. D. Alcorcón         | —   | 0–0 | 1–1 | 1–2 | 2–3 | 3–1 | 1–2 | 0–0 | 2–1 | 4–1 | 1–2 | 3–0 | 3–1 | 2–2 | 2–1 | 2–1 | 1–0 | 2–2 | 2–1 | 2–0 |
| C. D. Alcoyano         | 2–1 | —   | 1–1 | 1–1 | 0–0 | 0–2 | 0–0 | 1–1 | 2–4 | 1–2 | 1–0 | 2–1 | 2–1 | 2–3 | 0–3 | 0–0 | 0–0 | 1–1 | 0–2 | 0–0 |
| Algeciras C. F.        | 2–0 | 2–1 | —   | 1–1 | 1–0 | 1–1 | 2–2 | 2–0 | 2–1 | 2–3 | 0–0 | 1–0 | 1–3 | 1–1 | 1–1 | 1–4 | 0–0 | 1–1 | 1–1 | 1–0 |
| Antequera C. F.        | 1–0 | 1–0 | 1–3 | —   | 2–2 | 1–0 | 4–1 | 2–2 | 3–4 | 4–3 | 2–0 | 1–1 | 3–1 | 1–1 | 2–1 | 0–0 | 1–1 | 2–2 | 2–0 | 0–1 |
| Atlético de Madrid "B" | 2–1 | 2–0 | 1–1 | 0–1 | —   | 0–1 | 0–0 | 1–1 | 2–0 | 1–0 | 0–0 | 4–1 | 3–2 | 1–0 | 2–1 | 1–1 | 0–0 | 0–1 | 1–0 | 0–0 |
| Atlético Sanluqueño    | 1–2 | 0–3 | 2–2 | 4–2 | 1–0 | —   | 0–2 | 0–0 | 2–1 | 1–1 | 0–0 | 1–0 | 1–1 | 0–3 | 0–0 | 2–2 | 1–1 | 0–1 | 1–1 | 1–0 |
| Betis Deportivo        | 1–2 | 4–0 | 1–1 | 1–2 | 0–2 | 0–2 | —   | 0–0 | 1–1 | 2–1 | 1–3 | 0–3 | 2–1 | 0–4 | 1–2 | 1–3 | 3–1 | 1–0 | 0–3 | 2–0 |
| A. D. Ceuta F. C.      | 0–2 | 1–0 | 2–0 | 2–2 | 2–1 | 2–2 | 5–1 | —   | 1–0 | 1–1 | 3–1 | 0–2 | 3–1 | 1–0 | 4–2 | 2–1 | 1–0 | 1–0 | 1–1 | 0–0 |
| C. F. Fuenlabrada      | 0–0 | 0–2 | 3–0 | 0–0 | 0–1 | 2–2 | 2–1 | 1–2 | —   | 2–1 | 1–0 | 1–2 | 1–1 | 1–1 | 0–0 | 2–2 | 4–1 | 0–1 | 0–0 | 2–1 |
| Hércules C. F.         | 2–0 | 1–0 | 1–2 | 1–0 | 1–2 | 2–3 | 5–1 | 2–0 | 1–0 | —   | 3–2 | 1–1 | 2–1 | 0–0 | 2–0 | 1–1 | 1–2 | 1–0 | 0–2 | 2–2 |
| U. D. Ibiza            | 2–0 | 1–0 | 0–1 | 5–3 | 1–1 | 4–2 | 1–2 | 5–0 | 2–1 | 1–1 | —   | 0–2 | 2–0 | 3–0 | 1–2 | 0–0 | 0–0 | 3–0 | 1–1 | 2–1 |
| C. F. Intercity        | 0–2 | 0–2 | 0–1 | 0–1 | 1–1 | 1–2 | 1–1 | 1–2 | 1–3 | 1–0 | 0–1 | —   | 0–0 | 3–1 | 0–1 | 2–2 | 1–1 | 4–2 | 2–2 | 1–1 |
| Marbella F. C.         | 3–3 | 0–2 | 3–1 | 2–0 | 2–0 | 0–0 | 2–2 | 0–1 | 1–1 | 1–2 | 2–1 | 2–1 | —   | 1–0 | 1–4 | 1–0 | 3–1 | 4–1 | 0–2 | 0–3 |
| A. D. Mérida           | 2–1 | 2–2 | 1–0 | 3–0 | 2–2 | 3–2 | 1–1 | 1–1 | 2–1 | 2–1 | 1–0 | 2–1 | 4–2 | —   | 1–4 | 0–0 | 3–3 | 2–1 | 1–1 | 1–0 |
| Real Murcia C. F.      | 3–1 | 0–1 | 2–1 | 0–0 | 1–1 | 0–0 | 0–1 | 1–1 | 2–0 | 1–0 | 0–2 | 1–1 | 0–0 | 2–0 | —   | 3–1 | 3–0 | 0–2 | 1–0 | 0–1 |
| Real Madrid Castilla   | 2–1 | 2–0 | 1–1 | 1–2 | 1–1 | 2–0 | 1–1 | 0–1 | 4–0 | 1–0 | 0–1 | 5–0 | 3–2 | 6–0 | 0–0 | —   | 2–1 | 0–0 | 2–2 | 1–1 |
| Recreativo de Huelva   | 1–0 | 1–1 | 3–2 | 0–0 | 2–1 | 0–0 | 0–2 | 1–1 | 1–1 | 2–1 | 0–0 | 1–0 | 1–3 | 0–1 | 0–1 | 1–4 | —   | 2–2 | 3–3 | 1–0 |
| Sevilla Atlético       | 1–1 | 3–0 | 1–0 | 2–2 | 1–0 | 5–2 | 0–0 | 0–0 | 0–0 | 1–0 | 0–1 | 1–0 | 0–1 | 1–0 | 1–2 | 1–0 | 2–0 | —   | 2–1 | 1–4 |
| Villarreal C. F. "B"   | 4–0 | 3–0 | 0–3 | 1–1 | 3–2 | 1–1 | 2–2 | 0–1 | 1–1 | 2–1 | 1–2 | 0–0 | 1–1 | 3–0 | 0–1 | 1–1 | 1–0 | 3–0 | —   | 0–1 |
| Yeclano Deportivo      | 1–1 | 1–2 | 2–2 | 1–1 | 1–1 | 2–0 | 1–1 | 0–0 | 0–1 | 0–0 | 0–1 | 1–2 | 1–1 | 1–1 | 0–1 | 1–1 | 2–0 | 2–0 | 3–1 | —   |

#### Máximos goleadores
| Pos. | Jugador           | Equipo               | Goles | Partidos | Prom. |
| ---- | ----------------- | -------------------- | ----- | -------- | ----- |
| 1.º  | Gonzalo García    | Real Madrid Castilla | 25    | 36       | 0.69  |
| 2.º  | Etta Eyong        | Villarreal C. F. "B" | 19    | 30       | 0.63  |
| 3.º  | Vladyslav Kopotun | A. D. Alcorcón       | 13    | 30       | 0.43  |
| 4.º  | Javi Eslava       | A. D. Mérida         | 12    | 31       | 0.39  |
| 5.º  | Liberto Beltrán   | A. D. Mérida         | 12    | 32       | 0.38  |

#### Cambios de entrenadores
| Equipo               | Entrenador (Jornadas)      | Fecha de vacante         | Tipo de salida                 | Posición en la tabla | Entrenador entrante | Fecha de nombramiento    |
| -------------------- | -------------------------- | ------------------------ | ------------------------------ | -------------------- | ------------------- | ------------------------ |
| C. F. Intercity      | Alejandro Sandroni (1 - 5) | 24 de septiembre de 2024 | Destituido                     | 14.º                 | Daniel Fernández    | 24 de septiembre de 2024 |
| Atlético Sanluqueño  | Aitor Martínez (1 - 6)     | 29 de septiembre de 2024 | Destituido                     | 19.º                 | Mario Fuentes       | 1 de octubre de 2024     |
| C. D. Alcoyano       | Vicente Parras (1 - 12)    | 14 de noviembre de 2024  | Destituido                     | 7.º                  | Julián Cerdá        | 15 de noviembre de 2024  |
| C. F. Intercity      | Dani Fernández (6 - 13)    | 20 de noviembre de 2024  | Destituido                     | 20.º                 | Mario Simón         | 20 de noviembre de 2024  |
| Recreativo de Huelva | Abel Gómez (1 - 18)        | 21 de diciembre de 2024  | Destituido                     | 17.º                 | Iñigo Vélez         | 22 de diciembre de 2024  |
| C. D. Alcoyano       | Julián Cerdá (13 - 18)     | 27 de diciembre de 2024  | Fin de interinato              | 14.º                 | Vicente Mir         | 27 de diciembre de 2024  |
| Marbella F. C.       | Fran Beltrán (1 - 20)      | 20 de enero de 2025      | Destituido                     | 15.º                 | Abel Segovia        | 21 de enero de 2025      |
| C. F. Intercity      | Mario Simón (14 - 21)      | 27 de enero de 2025      | Destituido                     | 20.º                 | José Vicente Lledó  | 27 de enero de 2025      |
| Atlético Sanluqueño  | Mario Fuentes (7 - 23)     | 9 de febrero de 2025     | Cambio de funciones en el club | 19.º                 | José María Salmerón | 9 de febrero de 2025     |
| Marbella F. C.       | Abel Segovia (21 - 30)     | 24 de marzo de 2025      | Destituido                     | 18.º                 | Carlos de Lerma     | 25 de marzo de 2025      |
| Recreativo de Huelva | Iñigo Vélez (19 – 33)      | 23 de abril de 2025      | Destituido                     | 18.º                 | Raúl Galbarro       | 23 de abril de 2025      |

## Final de Campeones

#### Final
| Ida; 28 de mayo de 2025, 20:00 | Cultural Leonesa                      | 2:2 (1:1) | A. D. Ceuta F. C.                          | Reino de León, León                                     |                                                         |
|                                | Antón Escobar 44' · Víctor Ruiz 90+3' | Reporte   | Carlos Hernández 9' · Gonzalo Almenara 73' | Asistencia: 5.543 espectadores Árbitro(s): Alemán Pérez | Asistencia: 5.543 espectadores Árbitro(s): Alemán Pérez |

| Vuelta; 31 de mayo de 2025, 20:00 | A. D. Ceuta F. C.                                                         | 4:3 (1:3) (Global 6:5) | Cultural Leonesa                                       | Municipal Alfonso Murube, Ceuta                                |                                                                |
|                                   | Andy Escudero 16' · Dany Aquino 47' · Kuki Salazar 52' · Rodri Rios 90+3' | Reporte                | Santi Samanes 5' · Antón Escobar 19' · Luis Chacón 35' | Asistencia: 3.500 espectadores Árbitro(s): Domínguez Cervantes | Asistencia: 3.500 espectadores Árbitro(s): Domínguez Cervantes |

|                                       |
| Bandera de Ceuta                      |
| Campeón A. D. Ceuta F. C. 1.er título |

## Promoción de ascenso a Segunda División

### Clasificados
| Pos | Grupo I                | Grupo II          |
| --- | ---------------------- | ----------------- |
| 2.° | S. D. Ponferradina     | Real Murcia C. F. |
| 3.° | Real Sociedad "B"      | U. D. Ibiza       |
| 4.° | F. C. Andorra          | A. D. Mérida      |
| 5.° | Gimnástic de Tarragona | Antequera C. F.   |

### Cuadro
|  | Semifinales                                                           | Semifinales                                                           | Semifinales                                                           | Semifinales                                                           |   |               | Final                                                  | Final                                                  | Final                                                  | Final                                                  |  |
|  | 31 de mayo / 1 de junio de 2025 (Ida) 7 / 8 de junio de 2025 (Vuelta) | 31 de mayo / 1 de junio de 2025 (Ida) 7 / 8 de junio de 2025 (Vuelta) | 31 de mayo / 1 de junio de 2025 (Ida) 7 / 8 de junio de 2025 (Vuelta) | 31 de mayo / 1 de junio de 2025 (Ida) 7 / 8 de junio de 2025 (Vuelta) |   |               | 15 de junio de 2025 (Ida) 21 de junio de 2025 (Vuelta) | 15 de junio de 2025 (Ida) 21 de junio de 2025 (Vuelta) | 15 de junio de 2025 (Ida) 21 de junio de 2025 (Vuelta) | 15 de junio de 2025 (Ida) 21 de junio de 2025 (Vuelta) |  |
|  |                                                                       |                                                                       |                                                                       |                                                                       |   |               |                                                        |                                                        |                                                        |                                                        |  |
|  |                                                                       |                                                                       |                                                                       |                                                                       |   |               |                                                        |                                                        |                                                        |                                                        |  |
|  | F. C. Andorra                                                         | 2                                                                     | 1                                                                     | 3                                                                     |   |               |                                                        |                                                        |                                                        |                                                        |  |
|  | F. C. Andorra                                                         | 2                                                                     | 1                                                                     | 3                                                                     |   |               |                                                        |                                                        |                                                        |                                                        |  |
|  | U. D. Ibiza                                                           | 0                                                                     | 0                                                                     | 0                                                                     |   |               |                                                        |                                                        |                                                        |                                                        |  |
|  | U. D. Ibiza                                                           | 0                                                                     | 0                                                                     | 0                                                                     |   | F. C. Andorra | 1                                                      | 1                                                      | 2                                                      |                                                        |  |
|  |                                                                       |                                                                       |                                                                       |                                                                       |   | F. C. Andorra | 1                                                      | 1                                                      | 2                                                      |                                                        |  |
|  |                                                                       |                                                                       | S. D. Ponferradina                                                    | 1                                                                     | 0 | 1             |                                                        |                                                        |                                                        |                                                        |  |
|  | Antequera C. F.                                                       | 1                                                                     | S. D. Ponferradina                                                    | 1                                                                     | 0 | 1             | 1                                                      | 2                                                      |                                                        |                                                        |  |
|  | Antequera C. F.                                                       | 1                                                                     |                                                                       |                                                                       |   |               | 1                                                      | 2                                                      |                                                        |                                                        |  |
|  | S. D. Ponferradina                                                    | 0                                                                     | 2                                                                     | 2                                                                     |   |               |                                                        |                                                        |                                                        |                                                        |  |
|  | S. D. Ponferradina                                                    | 0                                                                     | 2                                                                     | 2                                                                     |   |               |                                                        |                                                        |                                                        |                                                        |  |
|  |                                                                       |                                                                       |                                                                       |                                                                       |   |               |                                                        |                                                        |                                                        |                                                        |  |

|  | Semifinales                                                           | Semifinales                                                           | Semifinales                                                           | Semifinales                                                           |   |                        | Final                                                  | Final                                                  | Final                                                  | Final                                                  |  |
|  | 31 de mayo / 1 de junio de 2025 (Ida) 7 / 8 de junio de 2025 (Vuelta) | 31 de mayo / 1 de junio de 2025 (Ida) 7 / 8 de junio de 2025 (Vuelta) | 31 de mayo / 1 de junio de 2025 (Ida) 7 / 8 de junio de 2025 (Vuelta) | 31 de mayo / 1 de junio de 2025 (Ida) 7 / 8 de junio de 2025 (Vuelta) |   |                        | 14 de junio de 2025 (Ida) 22 de junio de 2025 (Vuelta) | 14 de junio de 2025 (Ida) 22 de junio de 2025 (Vuelta) | 14 de junio de 2025 (Ida) 22 de junio de 2025 (Vuelta) | 14 de junio de 2025 (Ida) 22 de junio de 2025 (Vuelta) |  |
|  |                                                                       |                                                                       |                                                                       |                                                                       |   |                        |                                                        |                                                        |                                                        |                                                        |  |
|  |                                                                       |                                                                       |                                                                       |                                                                       |   |                        |                                                        |                                                        |                                                        |                                                        |  |
|  | Gimnástic de Tarragona                                                | 1                                                                     | 1                                                                     | 2                                                                     |   |                        |                                                        |                                                        |                                                        |                                                        |  |
|  | Gimnástic de Tarragona                                                | 1                                                                     | 1                                                                     | 2                                                                     |   |                        |                                                        |                                                        |                                                        |                                                        |  |
|  | Real Murcia C. F.                                                     | 1                                                                     | 0                                                                     | 1                                                                     |   |                        |                                                        |                                                        |                                                        |                                                        |  |
|  | Real Murcia C. F.                                                     | 1                                                                     | 0                                                                     | 1                                                                     |   | Gimnástic de Tarragona | 1                                                      | 2                                                      | 3                                                      |                                                        |  |
|  |                                                                       |                                                                       |                                                                       |                                                                       |   | Gimnástic de Tarragona | 1                                                      | 2                                                      | 3                                                      |                                                        |  |
|  |                                                                       |                                                                       | Real Sociedad "B"                                                     | 3                                                                     | 1 | 4                      |                                                        |                                                        |                                                        |                                                        |  |
|  | A. D. Mérida                                                          | 0                                                                     | Real Sociedad "B"                                                     | 3                                                                     | 1 | 4                      | 1                                                      | 1                                                      |                                                        |                                                        |  |
|  | A. D. Mérida                                                          | 0                                                                     |                                                                       |                                                                       |   |                        | 1                                                      | 1                                                      |                                                        |                                                        |  |
|  | Real Sociedad "B"                                                     | 1                                                                     | 0                                                                     | 1                                                                     |   |                        |                                                        |                                                        |                                                        |                                                        |  |
|  | Real Sociedad "B"                                                     | 1                                                                     | 0                                                                     | 1                                                                     |   |                        |                                                        |                                                        |                                                        |                                                        |  |
|  |                                                                       |                                                                       |                                                                       |                                                                       |   |                        |                                                        |                                                        |                                                        |                                                        |  |

### Semifinales

#### Antequera C. F.vs.S. D. Ponferradina
| Ida; 31 de mayo de 2025, 20:30 | Antequera C. F. | 1:0 (0:0) | S. D. Ponferradina | Estadio El Maulí, Antequera                             |                                                         |
|                                | Álex Rubio 51'  | Reporte   |                    | Asistencia: 3.652 espectadores Árbitro(s): García Gómez | Asistencia: 3.652 espectadores Árbitro(s): García Gómez |

| Vuelta; 7 de junio de 2025, 18:30 | S. D. Ponferradina        | 2:1 (2:1, 0:0) (t. s.)(Global 2:2) | Antequera C. F. | Estadio El Toralín, Ponferrada                            |                                                           |
|                                   | José Luis Cortés 24', 35' | Reporte                            | Álex Rubio 44'  | Asistencia: 7.821 espectadores Árbitro(s): Campos Salinas | Asistencia: 7.821 espectadores Árbitro(s): Campos Salinas |

| Pasa a la final (por mejor posición) S. D. Ponferradina |

#### F. C. Andorravs.U. D. Ibiza
| Ida; 1 de junio de 2025, 17:00 | F. C. Andorra                         | 2:0 (2:0) | U. D. Ibiza | Estadio de la FAF, Encamp                                 |                                                           |
|                                | Josep Cerdà 19' · Lautaro de León 42' | Reporte   |             | Asistencia: 3.141 espectadores Árbitro(s): Tárraga Lájara | Asistencia: 3.141 espectadores Árbitro(s): Tárraga Lájara |

| Vuelta; 8 de junio de 2025, 19:00 | U. D. Ibiza | 0:1 (0:0) (Global 0:3) | F. C. Andorra       | Estadio Municipal de Can Misses, Ibiza                 |                                                        |
|                                   |             | Reporte                | Lautaro de León 63' | Asistencia: 6.500 espectadores Árbitro(s): Román Román | Asistencia: 6.500 espectadores Árbitro(s): Román Román |

| Pasa a la final F. C. Andorra |

#### Gimnástic de Tarragonavs.Real Murcia C. F.
| Ida; 31 de mayo de 2025, 18:30 | Gimnástic de Tarragona | 1:1 (0:1) | Real Murcia C. F. | Nou Estadi Costa Daurada, Tarragona                         |                                                             |
|                                | Pablo Fernández 75'    | Reporte   | Pedro Benito 40'  | Asistencia: 13.897 espectadores Árbitro(s): Bestard Servera | Asistencia: 13.897 espectadores Árbitro(s): Bestard Servera |

| Vuelta; 7 de junio de 2025, 20:30 | Real Murcia C. F. | 0:1 (0:0) (Global 1:2) | Gimnástic de Tarragona | Estadio Enrique Roca de Murcia, Murcia                  |                                                         |
|                                   |                   | Reporte                | Pablo Fernández 59'    | Asistencia: 31.003 espectadores Árbitro(s): De Ena Wolf | Asistencia: 31.003 espectadores Árbitro(s): De Ena Wolf |

| Pasa a la final Gimnástic de Tarragona |

#### A. D. Méridavs.Real Sociedad "B"
| Ida; 1 de junio de 2025, 20:00 | A. D. Mérida | 0:1 (0:0) | Real Sociedad "B"         | Estadio Romano José Fouto, Mérida                          |                                                            |
|                                |              | Reporte   | Arkaitz Mariezkurrena 69' | Asistencia: 6.470 espectadores Árbitro(s): Camacho Garrote | Asistencia: 6.470 espectadores Árbitro(s): Camacho Garrote |

| Vuelta; 8 de junio de 2025, 17:00 | Real Sociedad "B" | 0:1 (0:0, 0:1) (t. s.)(Global 1:1) | A. D. Mérida    | Instalaciones de Zubieta, San Sebastián |                           |
|                                   |                   | Reporte                            | Javi Eslava 74' | Árbitro(s): Brull Acerete               | Árbitro(s): Brull Acerete |

| Pasa a la final Real Sociedad "B" (por mejor posición) |

### Finales

#### F. C. Andorravs.S. D. Ponferradina
| Ida; 15 de junio de 2025, 17:00 | F. C. Andorra  | 1:1 (0:1) | S. D. Ponferradina | Estadio de la FAF, Encamp                               |                                                         |
|                                 | Manu Nieto 66' | Reporte   | Borja Valle 35'    | Asistencia: 4.051 espectadores Árbitro(s): Ojaos Valera | Asistencia: 4.051 espectadores Árbitro(s): Ojaos Valera |

| Vuelta; 21 de junio de 2025, 20:30 | S. D. Ponferradina | 0:1 (0:0) (Global 1:2) | F. C. Andorra       | Estadio El Toralín, Ponferrada                           |                                                          |
|                                    |                    | Reporte                | Lautaro de León 56' | Asistencia: 8.492 espectadores Árbitro(s): Etayo Herrera | Asistencia: 8.492 espectadores Árbitro(s): Etayo Herrera |

#### Gimnástic de Tarragonavs.Real Sociedad "B"
| Ida; 14 de junio de 2025, 20:30 | Gimnástic de Tarragona | 1:3 (0:1) | Real Sociedad "B"                                                 | Nou Estadi Costa Daurada, Tarragona                         |                                                             |
|                                 | Pablo Fernández 82'    | Reporte   | Unai Dufur 10' (a.g.) · Mikel Rodríguez 60' · Gorka Carrera 90+4' | Asistencia: 14.591 espectadores Árbitro(s): Morilla Turrión | Asistencia: 14.591 espectadores Árbitro(s): Morilla Turrión |

| Vuelta; 22 de junio de 2025, 20:00 | Real Sociedad "B"            | 1:2 (0:1, 0:2) (t. s.)(Global 4:3) | Gimnástic de Tarragona                  | Instalaciones de Zubieta, San Sebastián |                                 |
|                                    | Manex Guibelalde 107' (pen.) | Reporte                            | Jaume Jardí 37' · Joan Oriol 78' (pen.) | Árbitro(s): Domínguez Cervantes         | Árbitro(s): Domínguez Cervantes |

| Ascienden a Segunda División F. C. Andorra Real Sociedad "B" |

## Clasificados para laCopa del Rey 2025-26
Se clasifican los cinco mejores de cada grupo (salvo los filiales, ya que no participan en dicha competición).
| Bandera de Castilla y León   | Bandera de Castilla y León | Bandera de Andorra | Bandera de Cataluña    | Bandera de Aragón |
| Cultural y Deportiva Leonesa | S. D. Ponferradina         | F. C. Andorra      | Gimnástic de Tarragona | S. D. Tarazona    |
| 1.º Grupo 1                  | 2.º Grupo 1                | 4.º Grupo 1        | 5.º Grupo 1            | 6.º Grupo 1       |

| Bandera de Ceuta | Bandera de la Región de Murcia | Bandera de las Islas Baleares | Bandera de Extremadura | Bandera de Andalucía |
| A. D Ceuta F. C  | Real Murcia C. F.              | U. D. Ibiza                   | A. D. Mérida           | Antequera C. F.      |
| 1.º Grupo 2      | 2.º Grupo 2                    | 3.º Grupo 2                   | 4.º Grupo 2            | 5.º Grupo 2          |

## Once Ideal de la temporada
| POR           | DEF                                                        | MED                             | DEL                                            |
| ------------- | ---------------------------------------------------------- | ------------------------------- | ---------------------------------------------- |
| Andrés Prieto | Sergio Nieto Carlos Hernández Guillem Molina David Vicente | Bicho Sergio Molina Chema Núñez | Liberto Beltrán Gonzalo García Víctor Valverde |

| Jugador          | Equipo                       |
| ---------------- | ---------------------------- |
| Andrés Prieto    | S. D. Ponferradina           |
| Sergio Nieto     | Zamora C. F.                 |
| Guillem Molina   | U. D. Ibiza                  |
| Carlos Hernández | A. D. Ceuta                  |
| David Vicente    | Real Murcia C. F.            |
| Bicho            | Cultural y Deportiva Leonesa |
| Sergio Molina    | F. C. Andorra                |
| Chema Núñez      | Antequera C. F.              |
| Liberto Beltrán  | A. D. Mérida                 |
| Gonzalo García   | Real Madrid Castilla         |
| Víctor Valverde  | Villarreal C. F. "B"         |